# Пилипенки (Кременчуцький район)
Пили́пенки — село в Україні, у Пришибській сільській громаді Кременчуцького району Полтавської області. Населення становить 95 осіб.

## Географія
Село Пилипенки знаходиться на відстані 1 км від села Коваленківка та за 1,5 км від сіл Порубаї та Криничне.